# Colosó
Colosó är en ort i Colombia. Den ligger i departementet Sucre, i den norra delen av landet, 600 km norr om huvudstaden Bogotá. Colosó ligger 139 meter över havet och antalet invånare är 3 749.
Terrängen runt Colosó är platt åt sydost, men åt nordväst är den kuperad. Runt Colosó är det ganska tätbefolkat, med 80 invånare per kvadratkilometer. Närmaste större samhälle är Ovejas, 15,7 km öster om Colosó. Omgivningarna runt Colosó är huvudsakligen savann.